# Jimmy Strain
James Henry "Jimmy" Strain (født 28. november 1937 i Chesham, England, død 9. november 1999 i Vallensbæk) var en engelsk fodboldspiller og fodboldtræner. 
Jimmy Strain var i 1973 træner for Vanløse IF og førte klubben til en førsteplads i 2. division. Strain blev herefter hyret af 2. divisionsklubben AGF, men da klubben lå i bunden halvvejs inde i sæsonen, blev Jimmy Strain fyret. 
I efteråret 1975 overtog Jimmy Strain cheftrænerposten i Frem. Klubben fik DM-sølv i 1976 efter at have mistet førstepladsen på sidste spilledag til B 1903, men vandt pokalturneringen i 1978. I den efterfølgende Europa Cup for Pokalvindere besejrede Frem på hjemmebane franske AS Nancy med stjernen Michel Platini på holdet med 2-0. Jimmy Strain var ikke med i returopgøret, der blev tabt 0-4, idet han ikke kunne få fri fra sit civile job. 
1980-81 var Jimmy Strain træner for Brønshøj, som han sikrede oprykning til 2. division. En overgang var han også assistenttræner i Brøndby IF.